# Élections législatives de 1993 dans l'Indre
Les élections législatives françaises de 1993 se déroulent les 21 et 28 mars 1993. Dans le département de l'Indre, trois députés sont à élire dans le cadre de trois circonscriptions.

## Élus
| Circonscription | Député sortant                              | Parti | Parti | Député élu ou réélu | Parti | Parti     |
| --------------- | ------------------------------------------- | ----- | ----- | ------------------- | ----- | --------- |
| 1re             | Jean-Yves Gateaud                           |       | PS    | Michel Blondeau     |       | UDF (CDS) |
| 2e              | Jean-Claude Blin suppléant de André Laignel |       | PS    | Nicolas Forissier   |       | UDF (PR)  |
| 3e              | Jean-Paul Chanteguet                        |       | PS    | René Chabot         |       | RPR       |

## Positionnement des partis
Les candidats d'alliance RPR-UDF et divers droite se présentent sous la bannière de l'Union pour la France et ceux du Parti socialiste derrière l'Alliance des Français pour le Progrès. Par ailleurs, Les Verts et Génération écologie s'unissent sous l'étiquette Entente des écologistes.

## Résultats

### Résultats à l'échelle du département
| Parti          | Parti                                 | Premier tour | Premier tour | Second tour | Second tour | Sièges |
| Parti          | Parti                                 | Voix         | %            | Voix        | %           | Sièges |
| -------------- | ------------------------------------- | ------------ | ------------ | ----------- | ----------- | ------ |
|                | Union pour la démocratie française    | 28 046       | 23,04        | 47 321      | 37,13       | 2      |
|                | Rassemblement pour la République      | 22 324       | 18,34        | 22 737      | 17,84       | 1      |
|                | Divers droite                         | 1 903        | 1,56         |             |             | 0      |
|                | Union pour la France                  | 52 273       | 42,94        | 70 058      | 54,97       | 3      |
|                |                                       |              |              |             |             |        |
|                | Parti socialiste                      | 37 248       | 30,60        | 57 379      | 45,03       | 0      |
|                | Alliance des Français pour le progrès | 37 248       | 30,60        | 57 379      | 45,03       | 0      |
|                |                                       |              |              |             |             |        |
|                | Les Verts                             | 4 319        | 3,55         |             |             | 0      |
|                | Entente des écologistes               | 4 319        | 3,55         |             |             | 0      |
|                |                                       |              |              |             |             |        |
|                | Front national                        | 12 531       | 10,29        |             |             | 0      |
|                | Parti communiste français             | 11 476       | 9,43         | 0           |             |        |
|                | Le Trèfle - Les nouveaux écologistes  | 2 316        | 1,90         | 0           |             |        |
|                | Mouvement des démocrates              | 1 575        | 1,29         | 0           |             |        |
|                |                                       |              |              |             |             |        |
| Inscrits       | Inscrits                              | 180 850      | 100,00       | 180 846     | 100,00      | 3      |
| Abstentions    | Abstentions                           | 47 370       | 26,19        | 47 387      | 26,2        |        |
| Votants        | Votants                               | 133 480      | 73,81        | 133 459     | 73,8        |        |
| Blancs et nuls | Blancs et nuls                        | 11 742       | 8,8          | 6 022       | 4,51        |        |
| Exprimés       | Exprimés                              | 121 738      | 91,2         | 127 437     | 95,49       |        |

### Résultats par circonscription

#### Première circonscription (Châteauroux)
| Candidat       | Candidat                  | Parti          | Premier tour | Premier tour | Second tour | Second tour |  |
| Candidat       | Candidat                  | Parti          | Voix         | %            | Voix        | %           |  |
| -------------- | ------------------------- | -------------- | ------------ | ------------ | ----------- | ----------- |  |
|                | Michel Blondeau élu       | UDF (CDS)      | 10 421       | 28,22        | 22 091      | 59,10       |  |
|                | Jean-Yves Gateaud sortant | PS (ADFP)      | 8 268        | 22,39        | 15 291      | 40,90       |  |
|                | Patrick Serpeau           | RPR            | 5 825        | 15,77        |             |             |  |
|                | Pierre Poli               | FN             | 3 693        | 10,00        |             |             |  |
|                | Charles Barrois           | PCF            | 3 479        | 9,42         |             |             |  |
|                | Jean Delavergne           | Les Verts (EÉ) | 2 325        | 6,30         |             |             |  |
|                | Claude Jamet              | diss. UDF      | 1 118        | 3,03         |             |             |  |
|                | Nathalie Rongy            | LT-LNÉ         | 1 019        | 2,76         |             |             |  |
|                | Joël Nicouleau            | Divers droite  | 785          | 2,13         |             |             |  |
|                |                           |                |              |              |             |             |  |
| Inscrits       | Inscrits                  | Inscrits       | 55 013       | 100,00       | 55 012      | 100,00      |  |
| Abstentions    | Abstentions               | Abstentions    | 15 621       | 28,4         | 14 689      | 26,7        |  |
| Votants        | Votants                   | Votants        | 39 392       | 71,6         | 40 323      | 73,3        |  |
| Blancs et nuls | Blancs et nuls            | Blancs et nuls | 2 459        | 6,24         | 2 941       | 7,29        |  |
| Exprimés       | Exprimés                  | Exprimés       | 36 933       | 93,76        | 37 382      | 92,71       |  |

#### Deuxième circonscription (Issoudun)
| Candidat       | Candidat              | Parti          | Premier tour | Premier tour | Second tour | Second tour |  |
| Candidat       | Candidat              | Parti          | Voix         | %            | Voix        | %           |  |
| -------------- | --------------------- | -------------- | ------------ | ------------ | ----------- | ----------- |  |
|                | Nicolas Forissier élu | UDF (PR)       | 17 625       | 39,56        | 25 230      | 53,21       |  |
|                | André Laignel sortant | PS (ADFP)      | 14 969       | 33,59        | 22 185      | 46,79       |  |
|                | Serge Laplanche       | FN             | 4 028        | 9,04         |             |             |  |
|                | Guylaine Piquet       | PCF            | 3 987        | 8,95         |             |             |  |
|                | Patrick Ferrenq       | Les Verts (EÉ) | 1 994        | 4,48         |             |             |  |
|                | Thérèse Amor          | LT-LNÉ         | 1 297        | 2,91         |             |             |  |
|                | Michèle Ballanger     | MDD            | 658          | 1,48         |             |             |  |
|                |                       |                |              |              |             |             |  |
| Inscrits       | Inscrits              | Inscrits       | 65 541       | 100,00       | 65 542      | 100,00      |  |
| Abstentions    | Abstentions           | Abstentions    | 15 259       | 23,28        | 17 958      | 27,4        |  |
| Votants        | Votants               | Votants        | 50 282       | 76,72        | 47 584      | 72,6        |  |
| Blancs et nuls | Blancs et nuls        | Blancs et nuls | 5 724        | 11,38        | 169         | 0,36        |  |
| Exprimés       | Exprimés              | Exprimés       | 44 558       | 88,62        | 47 415      | 99,64       |  |

#### Troisième circonscription (Le Blanc)
| Candidat       | Candidat                     | Parti          | Premier tour | Premier tour | Second tour | Second tour |  |
| Candidat       | Candidat                     | Parti          | Voix         | %            | Voix        | %           |  |
| -------------- | ---------------------------- | -------------- | ------------ | ------------ | ----------- | ----------- |  |
|                | René Chabot élu              | RPR (UPF)      | 16 499       | 40,99        | 22 737      | 53,32       |  |
|                | Jean-Paul Chanteguet sortant | PS (ADFP)      | 14 011       | 34,81        | 19 903      | 46,68       |  |
|                | Marc Ranjon                  | FN             | 4 810        | 11,95        |             |             |  |
|                | Michel Fradet                | PCF            | 4 010        | 9,96         |             |             |  |
|                | Francis Tari                 | MDD            | 917          | 2,28         |             |             |  |
|                |                              |                |              |              |             |             |  |
| Inscrits       | Inscrits                     | Inscrits       | 60 296       | 100,00       | 60 292      | 100,00      |  |
| Abstentions    | Abstentions                  | Abstentions    | 16 490       | 27,35        | 14 740      | 24,45       |  |
| Votants        | Votants                      | Votants        | 43 806       | 72,65        | 45 552      | 75,55       |  |
| Blancs et nuls | Blancs et nuls               | Blancs et nuls | 3 559        | 8,12         | 2 912       | 6,39        |  |
| Exprimés       | Exprimés                     | Exprimés       | 40 247       | 91,88        | 42 640      | 93,61       |  |